# Carum multiflorum
Carum multiflorum ist eine Pflanzenart aus der Gattung Kümmel (Carum). Manche Autoren stellen sie als Hellenocarum multiflorum (Sm.) H. Wolff zur Gattung Hellenocarum H. Wolff.

## Merkmale
Carum multiflorum ist ein ausdauernder Schaft-Hemikryptophyt, der Wuchshöhen von 10 bis 50 Zentimeter erreicht. Die Blätter haben einen dreieckigen Umriss und sind mit eiförmigen Abschnitten zwei- bis vierfach gefiedert. Die zahlreichen Dolden sind (12) 15 bis 35-strahlig. Die Strahlen sind 10 bis 30 Millimeter groß. Auf der Innenseite sind sie winzig rau. Die äußeren sind nach der Blüte beinahe waagerecht. Die 4 bis 8 Hüllchenblätter sind ungefähr halb so lang wie die Blütenstiele. Die Frucht ist 3 bis 4 Millimeter groß und elliptisch.
Die Blütezeit reicht von April bis Juli.
Die Chromosomenzahl beträgt 2n = 20.

## Vorkommen
Carum multiflorum kommt im östlichen Mittelmeerraum auf Kalkfelsen in Höhenlagen von 200 bis 1900 Meter vor. Das Verbreitungsgebiet umfasst Italien, Griechenland, Mazedonien, Albanien, Bulgarien, die Ägäis, Kreta, Zypern und die Türkei.